# Cyzicus belfragei
Cyzicus belfragei är en kräftdjursart som först beskrevs av Alpheus Spring Packard 1871.  Cyzicus belfragei ingår i släktet Cyzicus och familjen Cyzicidae. Inga underarter finns listade i Catalogue of Life.